# Андриевский, Леонид Иванович
Леонид Иванович Андрие́вский (род. 1942) — советский и украинский график, живописец, иллюстратор, журналист, искусствовед, педагог, издатель. Живёт в Киеве. Народный художник Украины (1998).

## Биография
Родился 14 марта 1942 года во временно оккупированном фашистами городе Лубны (ныне Полтавская область). Художественное образование получил в художественных студиях городов Лубны (1957—1958, у В. Семенюты) и Советская Гавань (Хабаровский край) (1958—1961, у Д. Новикова). Окончил КГУ имени Т. Г. Шевченко (1976). С 1998 года — директор издательства «Криниця». С 2000 года — профессор Киевского института декоративно-прикладного искусства и дизайна. Член СХУ (1994). Проживает в Киеве.
Дочь — Анжелика Андриевская, украинская певица.

## Творчество
Работает в области монументально-декоративной, станковой живописи и книжной графики.
В области станковой живописи отдает предпочтение пейзажам, в книжной графике — комплексному оформлению книги.
Совершил монументально-декоративные росписи для торговых павильонов в Праге (1989).

## Награды и премии
- заслуженный художник Украины (1994)
- народный художник Украины (1998)
- Государственная премия Украины имени Тараса Шевченко (1995) — за альбом «Украинская народная живопись XIII—XX веков. Мир глазами народных художников»
- Почётная грамота Кабинета Министров Украины (2002)[1]